# R’lyeh
Koordináták: d. sz. 47° 09′, ny. h. 126° 43′47.150000°S 126.716667°W

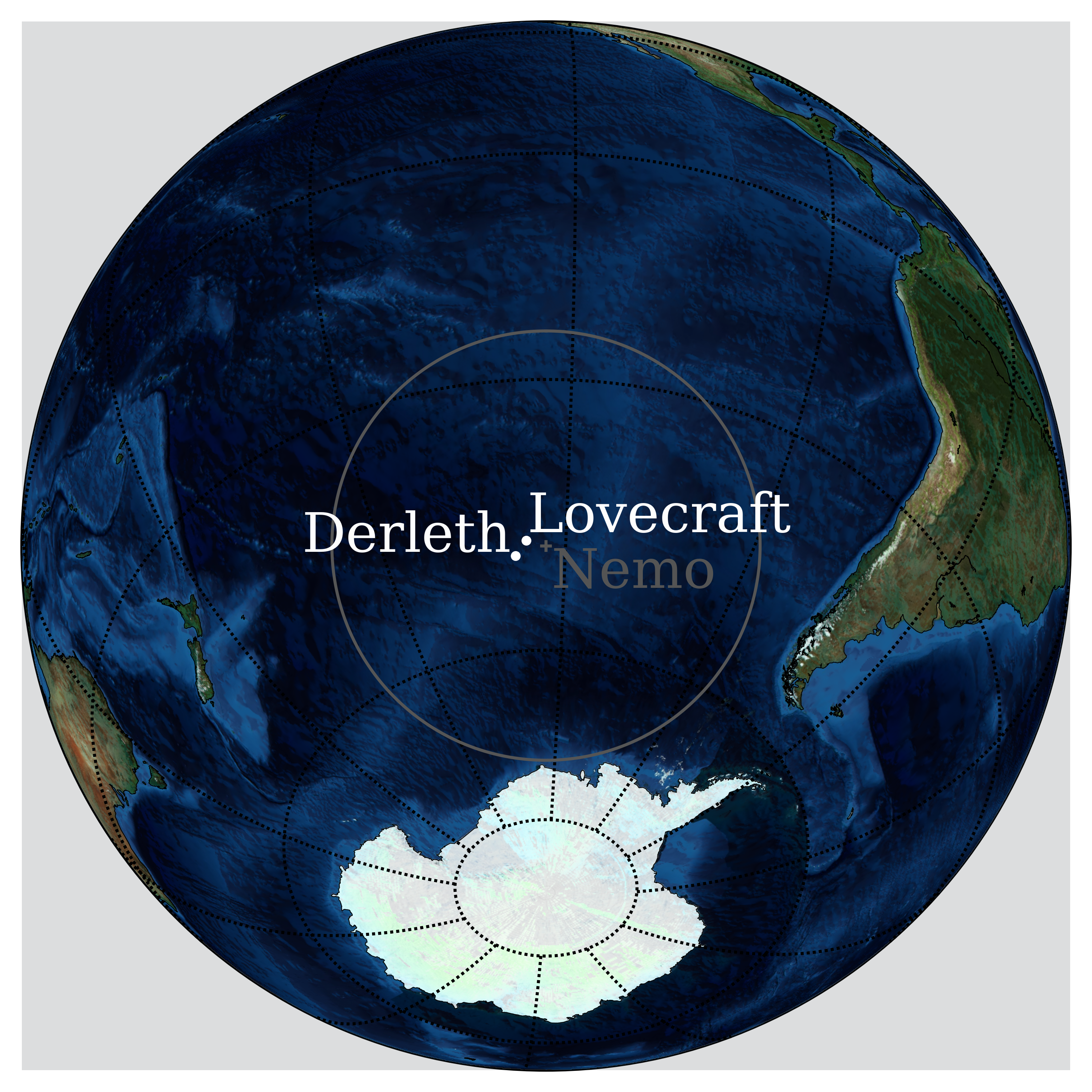
R'lyeh a Föld óceánjainak legtágasabb üres darabja közepén.

R'lyeh egy képzeletbeli város mely először H.P. Lovecraft „Cthulhu hívása” című horrortörténetében kerül említésre. A város Relex-ként is szerepel „A halomban”. R'lyeh egy elsülyedt város a Csendes-óceán fenekén, melyben az rettenetes, „Öreg Isten”, Cthulhu alussza örök álmát, az ébredésre várva.
R'lyeh bizarr, jellegzetesen kifacsart architektúrája a nemeuklideszi geometrián alapszik.

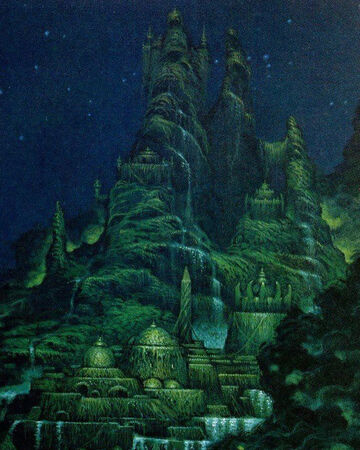
R'lyeh elsüllyedt városa

## Leírása
„Ilyen gyomorkavaró szörnyűséget mióta létezik, csak egyszer hordott a hátán a Föld: R'lyeh kísérteties hullavárosa volt ez, amelyet beláthatatlan korokkal az emberi történelem kezdete előtt emeltek azok a förtelmes óriások, akik a fekete csillagokból ereszkedtek alá a mi vilagunkra.”

– H.P. Lovecraft: „Cthulhu hívása”

Amikor R'lyeh kiemelkedik a tengerből a „Cthulhu hivásában”, a városnak csak az a „rettentő, monolitkoronás citadellája” látszódik, melyben Cthulhu sírja található. Az emberi látogatók ámulták annak hatalmasságát, valamint az óriási szobrok és domborművek félelmetes utalását. R'lyeh geometriája abnormális, nemeuklideszi és más világokból valónak tűnik.
Lovecraft meséiben a várost többször említik a rituálokban a következő szavakkal: „Ph'nglui mglw'nafh Cthulhu R'lyeh wgah'nagl fhtagn”, mely nagyjából annyit jelent, hogy „R'lyeh házában álmodva vár ránk a halott Cthulhu”.

## Elhelyezkedés
A „Cthulhu hívása” megadja a pontos koordinátákat: 47°9′D 126°43′Ny a déli Csendes-óceánban. August Derleth írásaiban R'lyeh 49°51′D 128°34′Ny található. Mindkét hely közel áll a Csendes-óceán hozzáférhetetlenségi pontjához, amely a legtávolabbi pont bármely szárazföldtől a Földön.